# Turner Construction

Turner Construction logo

Turner Construction is een Amerikaans constructiebedrijf en bouwconcern actief in de bouw van grote bouwprojecten als wolkenkrabbers, sportstadions en luchthavens en bouwproject-dienstverlening. Het in 1902 door Henry C. Turner gestichte bedrijf is een van de grootste bouwbeheerders in de Verenigde Staten van Amerika, met een bouwvolume van $ 10 miljard in 2014. Het bedrijf is ook internationaal actief. 
Turner Construction, met bedrijfszetel in New York, is in augustus 1999 door een publiek bod op de aandelen een dochteronderneming geworden van het Duitse Hochtief, op zijn beurt sinds 2011 gecontroleerd door het Spaanse bouwconcern Grupo ACS, meerderheidsaandeelhouder van Hochtief.

## Projecten
Turner Construction bouwde onder meer Madison Square Garden (1969), het Aon Center (1972), Terminal 1 (United Terminal) op O'Hare International Airport (1987), de U.S. Bank Tower (1990), Guaranteed Rate Field (1991), de uitbreiding van Shedd Aquarium (1991), de Rock and Roll Hall of Fame (1995), de Kansas Speedway (2001), CenturyLink Field (2002), de renovatie van Soldier Field en Lambeau Field (beide voltooid in 2003), Lincoln Financial Field (2003), de renovatie van het Renaissance Center (2004), de Hearst Tower (2006), Toyota Park (2006), de expansie van Wrigley Field (2006), de Modern Wing van het Art Institute of Chicago (2009), het Yankee Stadium (2009), de renovatie van Arrowhead Stadium (2010), Children's Mercy Park (2011), de nieuwe Terminal B van Sacramento International Airport (2011), de renovatie van Pike Place Market (2012), Levi's Stadium (2014), het Whitney Museum of American Art (2015), Wilshire Grand Center (2017) en Audi Field (2018).
Wereldwijd was Turner bouwcoördinator en een van de vier hoofdaannemers van de Burj Khalifa, onderaannemer bij de Al Hamra Tower Taipei 101, de Tuntex Sky Tower en het Al Faisaliah Center.